# Asenham (Bad Birnbach)
Asenham ist eine Gemarkung und ein Gemeindeteil des Marktes Bad Birnbach im Landkreis Rottal-Inn. Bis 1972 war Asenham eine selbstständige Gemeinde, zu der neben dem Pfarrdorf und Gemeindehauptort Asenham noch 26 weitere Gemeindeteile (Dörfer, Weiler und Einöden) gehörten.

## Lage
Asenham liegt zwischen Triftern und Bayerbach im Isar-Inn-Hügelland, wo sich der Auerbach und der Hitzlinger Bach zum Bleichenbach vereinen.

## Geschichte
Um 1130 begegnen Wilehalmus de Ausenheim, Adelman de Asenheim, Regingerus de Azinheim und Wermout de Asenheimin als Siegelzeugen. Das Geschlecht derer von Asenham ist vom 12. Jahrhundert bis 1400 nachweisbar. Ihre Nachfolger als Besitzer der Hofmark waren die Schenken von Neudeck. Anfang des 15. Jahrhunderts fiel der Besitz an die Törring und 1464 an die Holup. Im 16. Jahrhundert erbten ihn die Ortenburger. Im 17. und 18. Jahrhundert gehörte Asenham nacheinander den Hienheim, ab 1657 den Weidingern, den Mayrau und zuletzt den Freiherren von Cronegg. Die Burg ist nicht mehr vorhanden.
Am 1. Juli 1972 kam im Zuge der Gebietsreform in Bayern die bis dahin selbstständige Gemeinde Asenham zur Gemeinde Birnbach.

## Kirchen
Asenham wurde 1859 Expositur und 1898 Pfarrei. Der Chor der Pfarrkirche St. Leonhard geht auf eine ehemalige Kapelle aus dem 15. Jahrhundert zurück. Das Langhaus der neugotischen Kirche entstand 1873, der Turm 1885.
Die Nebenkirche St. Georg auf dem Hölzlberg wurde 1287 geweiht. Die Sakramentsnische stammt aus der Erbauungszeit, der Hochaltar ist barock. Nach der Säkularisation in Bayern ließ der königliche Stiftungsadministrator von Pfarrkirchen diese Kirche versteigern. Sie wurde von Michael Abtmeier, Bauer in der Wimm, für 210 Gulden ersteigert, dazu der Kirchhofplatz für 48 Gulden. Das Versteigerungsprotokoll veröffentlichte Erich Eder in den Ostbaierischen Grenzmarken von 1962/63.

## Schäfflertanz
Seit dem neunzehnten Jahrhundert gibt es in Asenham eine Schäfflergruppe, die alle sieben Jahre einen Schäfflertanz aufführt. Das Wissen um den Schäfflertanz haben drei Asenhamer aus München in das verträumte Dorf im verschlungenen Rott-Seitental mitgebracht. Es waren dies der Kramer Reßlhuber und der Landwirt Franz Hartl, beide aus Asenham, sowie Alois Stöger aus Sturzholz (der Vater des späteren Asenhamer Bürgermeisters). 1894 war die erste Aufführung eines Schäfflertanzes in Asenham. Franz Hartl, so wird erzählt, hatte damals in München gearbeitet und die Tanzfiguren genau studiert und auch aufgezeichnet. Gemeinsam mit Reßlhuber und Stöger wurden dann Aufführungen des Münchner Schäfflertanzes besichtigt und das notwendige Detailwissen mit nach Asenham gebracht. Seitdem findet alle sieben Jahre die Aufführung statt mit einer Ausnahme während des Zweiten Weltkrieges.

## Leonhardiritt
Früher gab es hier auch einen Leonhardiritt, der in den Jahren von 1999 bis 2007 wieder zum Leben erweckt wurde.

## Oldtimer-Freunde
Seit dem Jahre 2000 gibt es in Asenham auch einen Oldtimerclub namens Oldtimer-Freunde Asenham. Mehrmals im Jahr werden Rundfahrten mit den Traktoren unternommen.

## Vereine
- Freiwillige Feuerwehr Asenham
- VdK Ortsverband Asenham
- Auerbachschützen Asenham
- Kegelverein „Linker-Ecker“ Asenham

## Persönlichkeiten
- Franz Seraph von Pichler (1852–1927), römisch-katholischer Geistlicher, Mitglied im Reichstag
- Heinrich Garhammer (* 1947), Freestyle-Skifahrer